# Rhopalopilia
Rhopalopilia,  biljni rod iz porodice Opiliaceae opisan 1896 godine. Postoje tri priznate vrste grmova i drvenastih penjačica iz tropske Afrike (Kamerun, Republiki Kongo, DR Kongo, Srednjoafrička Republika i Gabon

## Vrste
1. Rhopalopilia altescandens Mildbr. ex Sleum.
2. Rhopalopilia hallei Villiers
3. Rhopalopilia pallens Pierre